# Schankbier
Schankbier is in Duitsland en Oostenrijk de benaming van een accijnscategorie voor bier met een relatief laag alcoholpercentage.
Volgens de Duitse Bierverordnung wordt bier met een stamwortgehalte van 7 tot 11% (7 tot 11 graden Plato) als "Schankbier" geklasseerd. Het alcoholpercentage van Schankbier ligt tussen 2,8 en 4,4 %. 
In Oostenrijk wordt bier met 10 tot 12 % stamwortgehalte als Schankbier aangeduid voor accijnsdoeleinden.